# 사꼰나콘주
사꼰나콘주(태국어: สกลนคร)는 태국 북동부의 주(창왓)의이다. 이웃한 주는 북쪽부터 시계 방향으로 농카이 주, 나콘파놈 주, 묵다한 주, 깔라신 주, 우돈타니 주이다. 주도는 사꼰나콘이다.

## 어원
사꼰이라는 단어는 산스크리트어로 '전체'를 의미하는 사칼라(सकल)에서, 나콘은 산스크리트어로 도시를 의미하는 나가라(नगर)에서 기원한 것이다. 그래서 주의 이름은 '도시 중의 도시'를 의미한다.

## 지리
주는 코랏고원에 위치하고 메콩강으로부터 얼마 떨어져있지 않다. 태국 북동부에서 가장 큰 자연 호수인 농한 호가 사꼰나콘 시 근처에 있어 지역 주민들에게 인기있는 휴양지가 되고 있다. 푸판 산맥이 주의 남쪽 경계를 이룬다.

## 행정 구역
주에는 18개의 암프(군)와 더 세부 행정구역인 125개의 땀본 그리고 1323개의 무반 (행정 구역)이 있다.
| 1. 므앙사꼰나콘군 2. 꾸수만군 3. 꿋박군 4. 판나니콤군 5. 팡콘군 6. 와릿차품군 7. 니콤남운군 8. 와논니왓군 9. 캄따끌라군 | 1. 반므앙군 2. 아깟암누아이군 3. 사왕댄딘군 4. 송다오군 5. 따오응오이군 6. 콕시수판군 7. 차른신군 8. 폰나깨오군 9. 푸판군 |